# Ariola Records
Ariola Records (ook bekend als Ariola, Ariola-Eurodisc en BMG Ariola) (labelcode 00116) is een van de succesvolste Duitse platenlabels en werd op 12 mei 1958 opgericht.

## Oprichting en geschiedenis
Nadat de ondernemer Reinhard Mohn reeds in 1950 zijn Bertelsmann Lesering (nu Der Club) had opgericht, die het voor leden mogelijk maakte om actuele boeken goedkoop te verkrijgen, wilde hij zijn werkgebied in het midden van de jaren 1950 uitbreiden naar de geluidsdragers. In 1956 richtte hij onder het motto Zum guten Buch gehört ein schöner Klang de Bertelsmann Schallplattenring op. De jonge onderneming kreeg echter te kampen met startproblemen. De platenlabels wilden aanvankelijk de benodigde vergunningen voor de verkoop van platen via de Schallplattenring niet afgeven. Bovendien was het voor andere perswerken uit contractueel oogpunt niet mogelijk om opdrachten van Bertelsmann aan te nemen. Om die reden werd in 1959 in Gütersloh het perswerk Sonopress opgericht.
In april 1958 kwam het tot de oprichting van Ariola Sonopress GmbH en een Oostenrijkse dochteronderneming, die met een drukcapaciteit van 225.000 platen per maand waren voorzien. De eerste publicatie onder de nieuwe naam was Die Regenbogenkinder van Josephine Baker. In het begin omvatte het repertoire  in totaal 72 nummers van zes artiesten, wat het de onderneming lastig maakte om voet te vatten in de muziekbranche. Langzaam maar zeker kwamen de eerste successen en in Berlijn, Düsseldorf, Frankfurt am Main, Hamburg en Stuttgart werden bedrijven opgericht. In 1961 werd in Keulen een verdere muziekproductie geopend. Voorheen had Ariola in 1960 met de Keulse volksacteur Willy Millowitsch zijn tot dusver grootste succes, het stemmingslied Schnaps, das war sein letztes Wort, uitgebracht, waarvan 900.000 exemplaren werden verkocht.
Mettertijd kwamen steeds meer artiesten erbij. Daarnaast kreeg de onderneming ook flops te verwerken, waaronder de eerste single van de schlagerzangeres Manuela. Van de single Hula-Serenade/Candy (1962) werden slechts 6000 exemplaren verkocht. In 1964 publiceerde het label enkele beat-singles, onder andere van The Rattles, met liveopnamen uit de legendarische Star-Club in Hamburg. De firma kon vanaf het midden van de jaren 1960 door aantrekkelijke platencontracten met winstdeling enkele gevestigde sterren van andere labels overnemen. Zo wisselden onder andere de populaire schlagerzangers Peter Alexander, Udo Jürgens en Rex Gildo naar Ariola. In 1969 werd de zetel van Ariola Eurodisc GmbH van Gütersloh naar München verplaatst.
De onderneming sloot winstgevende licentiecontracten met nationale en internationale muziekproducenten af. De volgende labels maakten deel uit van Ariola: 10 Records, 20th Century Fox, A&M Records, Arista Records, Baby Records, Baccarola, Bronze, Barclay Records, Cameo-Parkway, Chrysalis Records, DDD, DJM, Eurodisc, Gordy, Hansa Records, Instant Records, Island Records, Jupiter Records, Kapp Records, Linn Records, Logic Records, MCS, Melodija, Montana, Music, Musicor, Musiza, Page One, Palette, President, Pye Records, Red Point Rush, Rocket Records, RCA Records, Shelter, Top Rank Records, United Artists Records, Virgin Records, Whatley, White Records en Yum Yum.
In de jaren 1970 richtte het label dochterondernemingen op in de Benelux-landen en Spanje (1970), Frankrijk (1973), de Verenigde Staten (1975), Mexico, Groot-Brittannië en Zwitserland (1977). Aan het begin van de jaren 1980 verkreeg Ariola de Hansa Musik Produktion. In 1986 begon Sonopress met de productie van cd’s. Een jaar later fuseerde Ariola met de UFA en Sonopress tot de BMG Ariola München GmbH. In 2004 werd het label een deel van de joint venture Sony BMG Music Entertainment. Op 5 augustus 2008 werd de ontbinding bekendgemaakt. Sony nam de aandelen van Bertelsmann over en deed in de toekomst zaken onder de naam Sony Music Entertainment Inc., als dochter van de Japanse Sony Corporation. Bertelsmann nam de masterrechten van enkele uitgezochte Europese muziekcatalogussen over van Sony BMG.
Ariola America werd opgericht in 1975 in Los Angeles, en behaalde nummer één singles in het Billboard tijdschrift met Torn Between Two Lovers (1976) van Mary MacGregor en Knock on Wood (1979) van Amii Stewart. Andere artiesten op het Ariola America schema tijdens de late jaren 1970 waren Gene Cotton, The Three Degrees, Chanson en de Canadese band Prism.
Ariola Benelux werd opgericht in 1970 om de markt in de Benelux te bedienen. Ariola-Eurodisc werd populair met de artiesten Amanda Lear en Giorgio Moroder voor het uitbrengen van discomuziek in Frankrijk.
Ariola is heden een bedrijfsonderdeel van Sony Music Entertainment en is actief in Duitsland.

## Artiesten
Een selectie van artiesten die werk uitbrengen of uitbrachten op het label zijn:
| - Andre Steyer - Lale Andersen - Charles Aznavour - Kristina Bach - Andrea Berg - Frans Bauer - Bobbejaan - Dieter Bohlen - Martin Böttcher - Inge Brück - Adriano Celentano - Chubby Checker - The Chiffons - Joe Cocker - Cozy Cole - Eddie Constantine - Carmela Corren - Dion & the Belmonts - Angèle Durand - Jürgen Drews - Katja Ebstein - Jimmy Ellner - Rex Gildo - Uschi Glas - Max Greger - Hanne Haller | - Maria & Margot Hellwig - Kurt Henkels - Teddy Parker - Peter Hinnen - Bata Illic - Ronny Weiland - K3 - Thomas Karaoglan - Greta Keller - Tommy Kent - Gaby King - Claudia Koreck - Krokus - Evelyn Künneke - Zarah Leander - Amanda Lear - Renate & Werner Leismann - John Leyton - Laurie London - Bruce Low - Jasper März - Marion Maerz - Peter Maffay - Jimmy Makulis - Liselotte Malkowsky - Danny Marino - Willy Millowitsch - Scooter | - Milva - Nicki - Nicole - Nilsen Brothers - Nora Nova - The Orlons - The Rattles - Bobby Rydell - Billy Sanders - Tony Sandler - Romy Schneider - Séverine - Die Travellers - Anita Traversi - Troglauer Buam - José Valdes - Claudio Villa - Michael Wendler - Gunnar Wiklund - Christa Williams - Niels William - Wolkenfrei - Paul Würges - Heintje - Udo Jürgens - Boney M. |

## Duitse nummer 1-hits van Ariola (1958 tot 1999)

### Singles
- 1959: Dalida - Am Tag, als der Regen kam
- 1960: Jan & Kjeld - Banjo Boy
- 1968: Peter Alexander - Der letzte Walzer
- 1968: Heintje - Du sollst nicht weinen
- 1968: Heintje - Heidschi Bumbeidschi
- 1969: Peter Alexander - Liebesleid
- 1969: Heintje - Ich sing ein Lied für Dich
- 1971: Peret: Borriquito
- 1972: Daisy Door - Du lebst in deiner Welt (Highlights of My Dreams)
- 1972: Tony Marshall - Komm gib mir deine Hand
- 1972: T. Rex - Metal Guru
- 1972: Wums Gesang - Ich wünsch' mir 'ne kleine Miezekatze
- 1974: Mireille Mathieu - La Paloma, ade
- 1974: Michael Holm - Tränen lügen nicht
- 1975: Udo Jürgens - Griechischer Wein
- 1981: Boney M. - Malaika/Consuela Biaz (Spanish Single Versions)

### Lp's
- 1967: Compilatie - Die schönsten russischen Volkslieder
- 1968: Peter Alexander - Schlager Rendezvous 1
- 1968: Heintje - Heintje
- 1969: Udo Jürgens - Udo Live
- 1969: Heintje - Ich sing ein Lied für Dich
- 1974: Compilatie - Super 20
- 1975: Compilatie - Super 20 – Super Neu
- 1978: Udo Jürgens - Buenos dias Argentina
- 1980: Andrea Jürgens - Weihnachten mit Andrea Jürgens
- 1981: Rock Made In Switzerland met Flame Dream (compilatie) (Zwitserland Ariola)